# 尼泊爾驅逐佛教僧侶事件
尼泊爾驅逐佛教僧侶，是指尼泊爾在20世纪上半叶拉納家族統治時期，兩次驅逐佛教僧侣的行動（1926年和1944年）。
尼泊爾第一次驅逐僧侣是14世纪。19世纪拉納家族第一代首相江格·巴哈都爾·拉納不贊成佛教與尼瓦爾人的文化，他看到僧侶的成長和他們的活動是一個威脅，當警察的騷擾和監禁不能阻止僧侶時，他們被驅逐出境。
其中對他們提出的指控是宣講新的信仰和破壞種姓制度，使印度教徒改宗，鼓勵婦女放棄家庭生活和放棄尼泊爾語。

## 1926年驅逐
1926年，五個和尚連同他們的西藏上師次仁羅布從該國被驅逐出境。他們的法名分別為Mahapragya，Mahaviryya，Mahachandra，Mahakhanti和Mahagnana，已剃度成為藏傳佛教和尚。
政府反對Mahapragya改宗為佛教和在加德满都化缘（因本來是印度教徒），警方逮捕了僧侶入獄，並質疑他們。總理錢德拉·沙姆謝爾·拉納下令驅逐他們，他們分別獲得了數天乞求的條件下，讓它們返回到派出所睡覺。然後他們被警方的護送到尼印邊境。五名僧侶和他們的老師首先去菩提伽耶，從那裡分散，其中一些人去緬甸和西藏。

## 1944年驅逐
1944年，另一批八個僧侶被流放。他們法名是Pragyananda，Dhammalok，Subhodhananda，Pragyarashmi，Pragyarasa，Ratnajyoti，AGGADhamma和庫馬爾卡什亞普。這一次，他們被指控在鼓勵女性放棄印度教信仰和用尼瓦爾語寫作。僧侣們之前被首相朱達·沙姆謝爾·拉納傳喚，並下令簽署一份承諾，將停止他們的活動。如果他們拒絕，將被命令離開該國。
僧人來到拘那，然後在鹿野苑創立佛教復興學會。致力於弘揚佛法，並出版宗教文獻。一些僧侶留在印度，而其他人去了西藏、不丹和斯里蘭卡。

## 從流亡返回
1946年，斯里蘭卡友好代表團訪問了加德滿都和代表僧侶們求情。該代表團強調說尼泊爾是釋迦牟尼佛的誕生地，他的追隨者應該有權在他出生的國家自由地實踐他們的信仰。隨後，解禁和僧侶回來，能投身傳播信仰。
1951年，拉納政權被推翻，对佛教徒的公開迫害結束，但宗教歧視仍然存在（因尼泊爾直到2006年为止都是印度教王国）。